# Trentepohlia (Mongoma) tenera javanensis
Trentepohlia (Mongoma) tenera javanensis is een ondersoort van de tweevleugelige Trentepohlia (Mongoma) tenera uit de familie steltmuggen (Limoniidae). De ondersoort komt voor in het Oriëntaals gebied.